# Середземноморська область

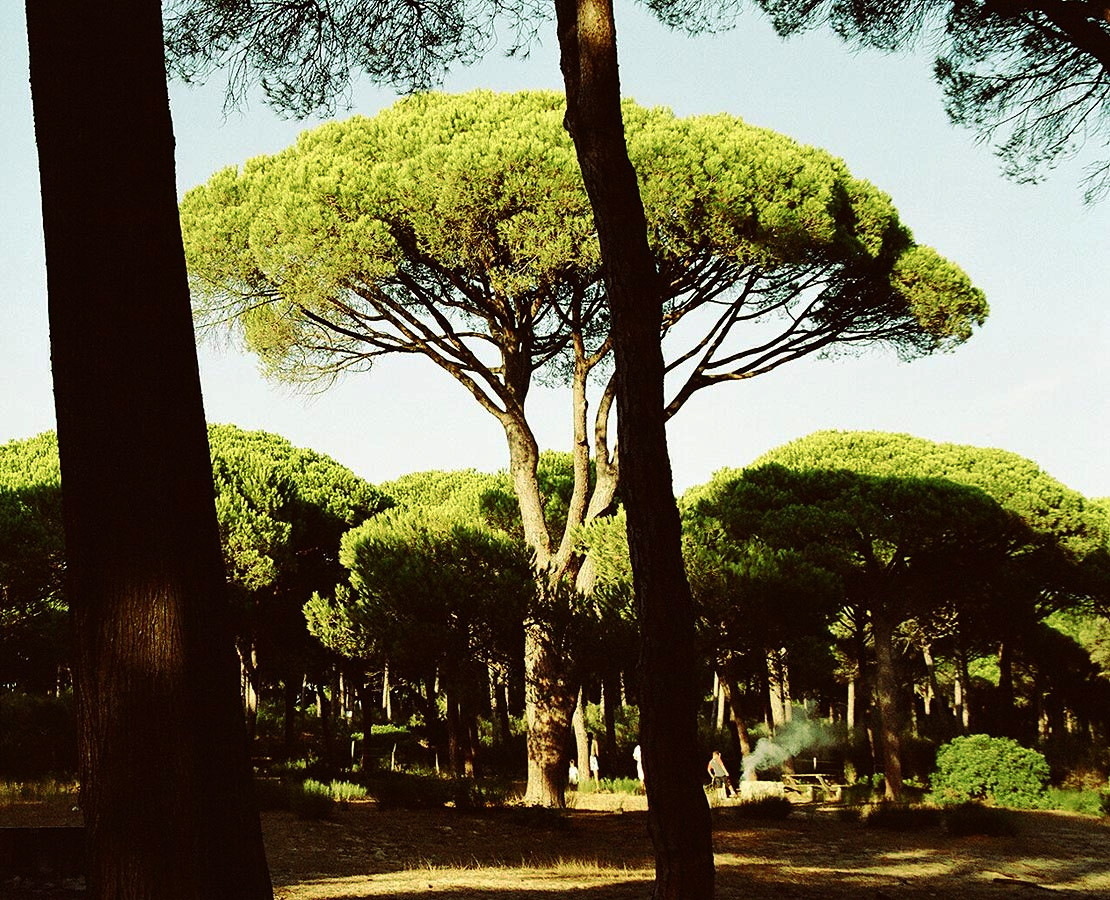
Пінія

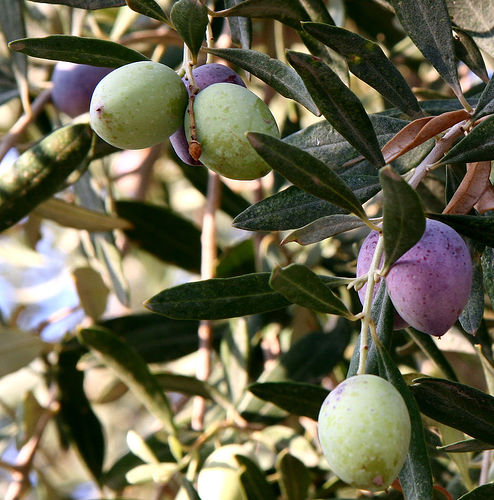
Маслина європейська

Середземноморська область — область у флористичному районуванні в біогеографії. Входить в Давнє середземноморське підцарство Голарктичного царства. Займає райони поблизу узбереж Середземного моря, це — Південна Європа, узбережжя Північної Африки, на північ від Атлаських гір, узбережжя Ізраїлю і Лівану. Зона поширення субтропічного сухого (середземноморського типу) клімату.

## Флора
У порівнянні з флорою сусідньої, Макаронезійської області, тут менше реліктових, древніх, третинних форм, а більше молодих. Їх виникнення пов'язане з тим, що зростає ксерофілізація.
Число ендемічних родів невелике, але число ендемічних видів досягає 50%.
Основні деревні породи цієї області — платан, маслина, кам'яний і кермесовий дуби (твердолисті), сосни (алепська, приморська, італійська, або пінія), суничне дерево, фісташка, ладанник.
У західній частині області росте безстовбурова низька пальма хамеропс (Chamaerops humili), в горах Лівану, Кіпру і Північної Африки зустрічається кедр (Cedrus).